# Rodeo montuvio
Rodeo montuvio es el nombre con el que se conoce al rodeo de Ecuador. Esta actividad se concentra alrededor de toda la cuenca del río Guayas y es una de las fiestas que definen la identidad del pueblo montuvio, los vaqueros del Ecuador.

## Historia
Los orígenes del rodeo montuvio empiezan originalmente en las fiestas de fandango de la época colonial durante la Real Audiencia de Quito y que comenzaron a reunir expresiones culturales y simbólicas del mestizaje, según el investigador y folclorista Wilman Ordóñez.

Rodeo montuvio por el día de la raza

Hasta la segunda mitad del siglo XX los rodeos se realizaban en las salas de las haciendas para el disfrute de sus dueños pero todo era de manera privada. Esto empezó a cambiar el año de 1926, cuando el rodeo se hizo visible como una manifestación cultural de los montuvios gracias al esfuerzo del periodista Rodrigo de Triana (Rodrigo Chávez González), quien lanzó una “campaña criolla” con los montuvios como los principales protagonistas. Entre los hitos históricos que menciona el libro se encuentra la fundación del Festival Montuvio en Guayaquil (12 de octubre de 1926). Esto a su vez fue idea original de Rodrigo Chávez González, quien fuera el impulsor de la investigación y el rescate del folklore local, con el apoyo de la Asociación de Ganaderos. El rodeo además se lo suele hacer descalzo, por esta razón se conoce a los montuvios como los vaqueros descalzos.
Las expresiones festivas del pueblo de montuvio están todas interconectadas. Se manifiestan en la gran puesta en escena del rodeo, donde también encontramos el amorfino, que originalmente era canto y danza y que se conserva como expresión consumada, guardando sus características tradicionales, lo que la convierten en la manifestación de la oralidad ecuatoriana. El rodeo ecuatoriano es la expresión de una convivencia que está ligada al amor de los montuvios por sus animales, especialmente los caballos. Este proceso de afirmación de un sentido de identidad a través de la expresión cultural también está presente en el rodeo. El rodeo es también producto de la “hibridación” cultural y simbólica de raíces europeas, indígenas y afrodescendientes que determinan la etnicidad universal que engloba a todas las demás de Ecuador.

## Celebración en la actualidad

### Actividades

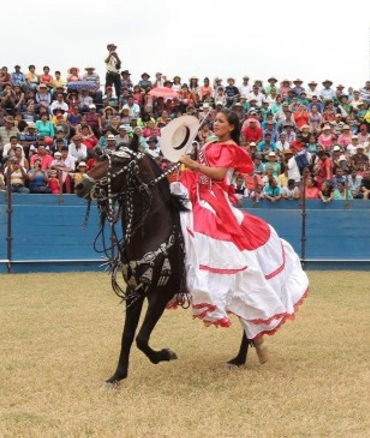
Criolla bonita

A pesar de que el 12 de octubre es oficialmente el día del montuvio ecuatoriano, es durante todo el mes que ocurren las celebraciones. Estas se concentran en el litoral ecuatoriano especialmente y corresponde a la fiesta típica de los montuvios, además de los chigualos durante el mes de diciembre. Por esta razón se aprovecha esta fiesta para poder adecuar los espacios y construir las plazas donde se llevan a cabo los rodeos. Además de esto se elige a una Criolla Bonita en donde compiten mujeres de cada cantón en las provincias. No solo se califica la belleza de las mujeres sino también su destreza al momento de cabalgar. Al final terminan los festejos con bailes populares. 
Los principales espectáculos que se desarrollaban en esta fiesta rural son:
- Desfile de jinetes con vestimenta tradicional.
- Exhibición de destrezas de los jinetes montando un caballo sin caer al suelo.
- Acrobacias relacionadas con los caballos, jinetes y a veces toros.
- La llamada "suerte del lazo", es decir, enlazar con una cuerda a un animal distante.
- Comparsas, bailes populares, presentación de grupos folclóricos.
- Venta de artesanías, objetos antiguos.
- Oferta de medicina ancestral
- Gastronomía tradicional criolla como tongas, viches, etc.
- Concurso de amorfinos

### Localidades
De acuerdo al último inventario realizado de los lugares donde se hacen rodeos montuvios, encontramos los siguientes cantones en la Provincia de Los Ríos y Guayas:
| Cantón      | Fecha                            | Lugar                                     |
| ----------- | -------------------------------- | ----------------------------------------- |
| Baba        | 12 de octubre y 15 de septiembre | Parroquia Isla Bejucal y Recinto Resbalón |
| Babahoyo    | 12 de octubre                    | Parroquia Pimocha                         |
| Ventanas    | 12 de octubre                    | Parroquia Zapotal                         |
| Puebloviejo | 12 y 13 de octubre               | Parroquia San Juan Nuevo                  |
| Buena fe    | 7 de agosto y 12 de octubre      | Centro de la ciudad                       |
| Mocache     | 12 de octubre                    | Recinto San Ignacio                       |
| Palenque    | 12 de octubre                    | Hacienda María                            |
| Vinces      | 12 de octubre                    | Hacienda Santa Marta                      |
| Urdaneta    | 12 de octubre                    | Ciudadela Los Sauces                      |
| Valencia    | 12 de octubre                    | Hacienda El Rosario                       |
| Quevedo     | 12 de octubre                    | Parroquia San Carlos                      |
| Salitre     | 12 y 13 de octubre               | Centro de la ciudad                       |
| Vernaza     | 12 y 13 de octubre               | Recinto en las afueras                    |
| Urbina      | 12 y 13 de octubre               | Recinto en las afueras                    |
| Palestina   | 12 y 13 de octubre               | Centro de la ciudad                       |
| Santa Lucía | 12 y 13 de octubre               | Recinto en las afueras                    |
| Daule       | 12 y 13 de octubre               | Centro de la ciudad                       |
| Naranjal    | 12 de octubre                    | Recinto en las afueras                    |
| Balzar      | 12 y 13 de octubre               | Recinto en las afueras                    |
| El Triunfo  | 12 y 13 de octubre               | Centro de la ciudad                       |
| Bucay       | 12 y 13 de octubre               | Recinto en las afueras                    |
| El Empalme  | 12 y 13 de octubre               | Centro de la ciudad                       |